# Marco Chiudinelli
Marco Chiudinelli (* 10. září 1981 v Basileji, Švýcarsko) je současný švýcarský profesionální tenista.
Ve své dosavadní kariéře vyhrál na okruhu ATP World Tour 1  turnaj ve čtyřhře.

## Finálové účasti na turnajích ATP World Tour (3)

### Čtyřhra - výhry (1)
| Legenda                                                       |
| ATP International Series Gold / ATP World Tour 500 Series (0) |
| ATP International Series / ATP World Tour 250 Series (1)      |

| Č. | Datum         | Turnaj            | Povrch | Partner        | Soupeři ve finále               | Výsledek |
| 1. | 2. srpen 2009 | Gstaad, Švýcarsko | antuka | Michael Lammer | Jaroslav Levinský Filip Polášek | 7-5, 6-3 |

### Čtyřhra - prohry (2)
| Legenda                                                  |
| ATP International Series / ATP World Tour 250 Series (2) |

| Č. | Datum             | Turnaj            | Povrch | Partner              | Vítězové                              | Výsledek |
| 1. | 16. červenec 2006 | Gstaad, Švýcarsko | antuka | Jean-Claude Scherrer | Jiří Novák Andrei Pavel               | 6-3, 6-1 |
| 2. | 14. červen 2009   | Halle, Německo    | tráva  | Andreas Beck         | Christopher Kas Philipp Kohlschreiber | 6-3, 6-4 |

## Davisův pohár
Marco Chiudinelli se zúčastnil 17 zápasů v Davisově poháru  za tým Švýcarska s bilancí 6-11 ve dvouhře a 0-2 ve čtyřhře.

## Postavení na žebříčku ATP na konci sezóny

### Dvouhra
| Rok    | 1999 | 2000   | 2001   | 2002   | 2003   | 2004   | 2005   | 2006   | 2007   | 2008   | 2009  |
| Pořadí | 464. | ▲ 387. | ▲ 366. | ▲ 281. | ▼ 282. | ▲ 138. | ▼ 291. | ▲ 154. | ▼ 479. | ▼ 779. | ▲ 56. |

### Čtyřhra
| Rok    | 1998 | 1999   | 2000   | 2001   | 2002   | 2003   | 2004   | 2005   | 2006   | 2007   | 2008   | 2009   |
| Pořadí | 917. | ▲ 680. | ▲ 345. | ▲ 221. | ▲ 181. | ▲ 173. | ▼ 181. | ▼ 423. | ▲ 152. | ▼ 591. | ▼ 670. | ▲ 149. |